# Jezero Lhota
Jezero Lhota je písník – antropogenní jezero, které vzniklo zatopením pískovny. Nachází se 1 km východně od obce Lhota v okrese Praha-východ ve Středočeském kraji v Česku. Jezero má rozlohu 20,53 ha. Je 770 m dlouhé a 320 m široké. Leží v nadmořské výšce 172 m. Hloubka jezera dosahuje místy 7 m.

## Okolí
Břehy od severozápadu až po jihovýchod jsou tvořeny písčitými plážemi. Na jihu a jihozápadě jsou částečně zarostlé rákosem. Hladina je 2 až 3 m pod okolní krajinou, která je porostlá borovými lesy, v nichž jsou místy, zvláště na jihovýchodě přimíseny duby. Jen na severozápadě zasahuje skoro až k jezeru pole.

## Vodní režim
Jezero nemá žádný povrchový přítok ani odtok. Náleží k povodí Hlavenského potoka.

## Historie
V místě jezera se od roku 1965 těžil štěrkopísek pro výstavbu dálnice D1 a pražského metra. Těžba byla ukončena v roce 1983. Na nejslunnější straně jezera byla založena, ještě za totality v roce 1987 první oficiální veřejná nudistická pláž na českém území.[zdroj?]

## Přístup
Vodní plocha s okolním lesem je oplocena a vstup do areálu je možný jen po zaplacení vstupného. Přístup je možný autem:
- po příjezdové silnici z obce Lhota k parkovišti s kapacitou pro více než 1500 automobilů, které se nachází nedaleko severního břehu.

Přístup pěšky a na jízdním kole je možný kolem jezera ke vstupu do areálu z po jižním břehu souběžně vedoucích  červené turistické značce a  cyklotrase 0039
- ze Lhoty
- z Hlavence

## Koupání

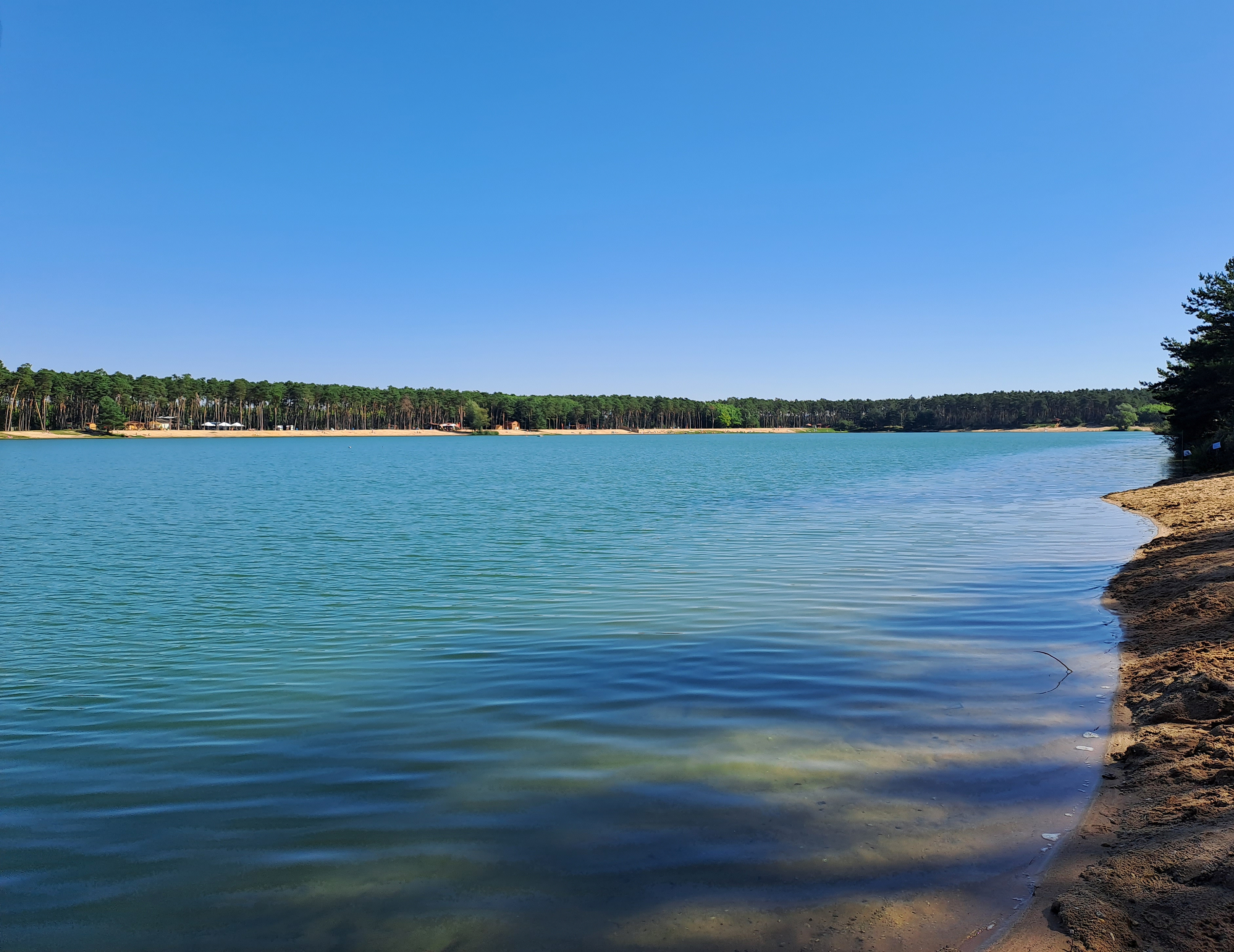
Jezero v září 2023

Celé jezero je využíváno jako přírodní koupaliště. Na severním břehu se nacházejí stánky s občerstvením, převlékárny, sociální zařízení a také půjčovna paddleboardů. V severozápadním rohu areálu je kurt na plážový volejbal. Na východní části severního a celém východním břehu je nudistická pláž. Kvalitu vody zajišťuje ultrazvuková technologie, která je umístěna na plováku se solárním panelem. Kvalita vody je monitorována nepřetržitě.

## Flóra
V roce 2006 byl z jezera odstraněn vodní mor kanadský. Od roku 2011 zarůstá jezero z východní strany řečankou přímořskou, přezdívanou pro svoje zraňující ostny „vodní bodlák“ .
Tato invazní vodní rostlina koření ve dně a její svrchní část zasahuje vysoko k hladině, takže plavání nad tímto porostem je prakticky vyloučené. Pod hladinou skryté lodyhy a osténkatě zubaté listy mohou při kontaktu s pokožkou způsobovat bolestivá povrchová poranění a krvavé škrábance.